# Badiaga
Badiaga é um filme camaronense de 1987 dirigido por Jean-Pierre Dikongué Pipa.

## Ficha Sumária
- Realização: Jean-Pierre Dikongué Pipa
- Argumento: Jean-Pierre Dikongué Pipa
- Produção: Cameroun Spectacles
- Formato: 16 mm, cor
- Género: ficção (drama)
- Duração: 101’
- Distribuidor: Marfilmes

## Elenco
- Justine Sengue
- Alexandre Zanga

## Sinopse
Filme inspirado na história verídica de Beti Beti (Béatrice Kempeni), uma célebre cantora camaronesa.
Uma menina de três anos abandonada num mercado é recolhida e criada por um vagabundo surdo-mudo. Uma relação muito forte estabelece-se entre os dois. Badiaga, que sonha ser cantora e correr os palcos das cidades mais importantes da região, observa fascinada os cafés onde há actuações
de cantores. Um dia tem a oportunidade de interpretar na rádio uma canção que se torna um sucesso nacional. A partir desse momento os concertos sucedem-se sem parar. Apaixonada pela sua carreira, ela recusa todas as relações afectivas, procurando desesperadamente as suas origens.